# دیا (نرم‌افزار)
دیا (به انگلیسی: Dia) یک نرم‌افزار آزاد برای رسم نمودار است. به کمک این برنامه می‌توان انواع مختلف فلوچارت، مدار شبکه، مدار الکتریکی، مدار منطقی، جبر رابطه‌ای و … را رسم کرد. دیا جزئی از پروژه گنوم به حساب می‌آیند و به زبان برنامه‌نویسی سی نوشته شده است. این برنامه می‌تواند خروجی‌های مختلف تحت قالب‌های پی‌ان‌جی، اس‌وی‌جی و … تولید کند.